# Starksia nanodes
Starksia nanodes is een straalvinnige vissensoort uit de familie van slijmvissen (Labrisomidae). De wetenschappelijke naam van de soort is voor het eerst geldig gepubliceerd in 1961 door Böhlke & Springer.